# 张奚若
张奚若（1889年10月16日—1973年7月18日），原名匀，别名志明、志民、耘，字熙若，后改奚若，陝西朝邑（今属大荔县）县人。中华人民共和国社會活動家、政治学家，无党派人士。早年曾参加中国同盟会，辛亥革命后前往美国哥伦比亚大学进修，获政治学硕士学位。自归国起历任国民政府教育部国际出版物交换局局长、高等教育处处长，并担任国立中央大学、北京大学、清华大学及国立西南联合大学等大学的教授，国民参政会参政员等职。1949年参加新政治协商会议筹备会和全国政协第一届第一次全会，期间提出用“中华人民共和国”为国号，得到采用。建国后担任中央人民政府委员会委员、政务院政法委员会副主任、教育部部长、对外文化联络委员会主任、中国人民外交学会会长等职，是第一至三届全国人大代表、第一至四届全国政协常委。:51
张奚若研究学术态度严谨，曾针对做学问急功近利的做法提出批评。担任教育部部长期间非常重视学生综合素质的培养以及师范教育，并主张突出劳动教育以缓解当时学生升学、入学与就业凸起的矛盾。其一生著作不多，主要包括《社约论考》、《主权论》、《卢梭与人权》等论著。

## 生平

### 早年
张奚若1889年10月16日出生于陕西省朝邑縣仓西村。祖父在县城开药铺，父亲张绅初继承家业，除售药外还坐堂问诊。张奚若11岁跟随母亲迁入县城居住，在家念书。18岁考进三原宏道高等学堂，其同学包括吴宓、柏筱渔、杜斌丞等人。当时学校的两位日籍教员殴打中国仆人，张奚若与学生自治会杨鹤庆等一起鼓动学潮，事后被勒令退学。:169:980:93
1908年，张奚若与杨鹤庆一起赴上海，经人介绍进入上海理化专修学堂念书。不久后转入中國公學，与胡适相识。:93-94后加入同盟会，结识陕西同乡于右任、杨西堂、井勿幕等以及同盟会骨干陈其美等人。张奚若常往返上海、武汉、北京、西安、日本东京等地，秘密为革命做筹备工作。:1691911年10月10日，武昌起义爆发，时在上海秘密运送武器的张奚若受命赶回陕西策动起义。然而陕西革命在10月22日即发动，成立了以张凤翙为都督、实际由哥老会人员掌权的军政府。张奚若直到11月才抵达西安，被补为都督府参议。:94
张奚若很快对省军政府感到失望，辞去参议之职，受同样对陕西时局不满的井勿幕之命，赴武昌请黄兴、黎元洪派兵入陕驱赶哥老会势力。途中在河南淅川一带被清军逮捕，羁押于南阳监狱，两个月后逢襄阳革命军光复南阳得以获释。:170抵达武昌后，对湖北时局同样失望，又由汉口前往上海。张奚若深感辛亥革命“除了赶走满人，把君主政体换成所谓共和政体之外，革命是徒有其表的。皇帝换了总统，巡抚改称都督，而中国并没有更现代化一点”。:464乃决定出国留学，学习如何治理和建设国家。后考取自费赴美留学生。出国前夕，与国会议员杨西堂之女杨景仁订婚。杨景仁后留学英国，两人在英完婚。:94:982

### 中年

#### 赴美深造

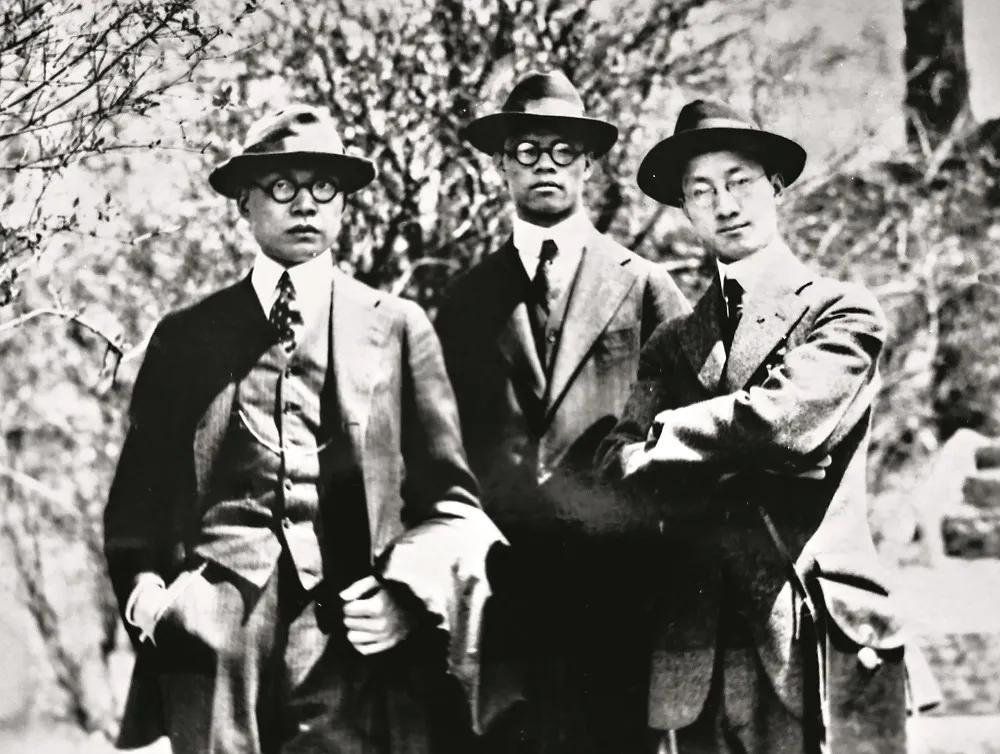
（从左至右）金岳霖、张奚若、徐志摩早年于美国哥伦比亚大学的合影

1913年7月，张奚若赴美留学，起初本想学习土木工程，但抵达美国后又认为自己数学不佳，又不热衷于画图。而且尤其认为中国当今虽然已经推翻了封建帝制，可是封建思想文化依然牢固统治着人民。中国要变得富强，就必须要效仿西方的民主制度。所以他于1915年秋进入哥伦比亚大学政治学进修，师从英国工党理论家哈罗德·拉斯基。:881917年考得学士学位，同年秋天赴德国科隆大学进修，后又前往法国。考察欧洲各国不同德民主制度的由来与发展，为确立自己的学术追求奠定理论基础。:4不久回到美国攻读硕士学位，并在1919年考得硕士学位。:94:982

#### 学成回国

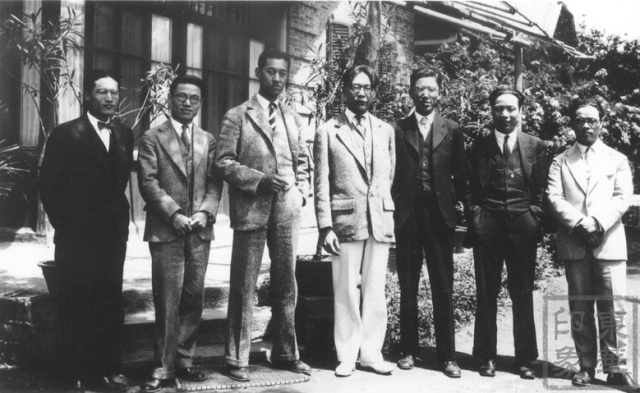
1930年代清华大学合影，（从左至右）依次为施嘉炀、钱端升、陈岱孙、金岳霖、周培源、萨本栋、张奚若

1920年10月，张奚若学成归国。其认为中国革命取得成功的关键之处在于民众政治觉悟和文化涵养的提升，因此必须办好教育。:605为此，张奚若于1921年3月至1924年冬偕夫人杨景仁赴英国留学，期间又赴法国、德国、意大利等国考察。1925年归国后历任中国大学教授、北京国际出版品交换局局长。1927年应蔡元培邀请南下南京担任中華民國大學院（次年改为国民政府教育部）高等教育处处长，协助蔡元培实行“大学院制”。翌年10月12日辞去高等教育处处长一职，任国立中央大学（南京大学前身）法学院政治学系副教授。1929年8月改任清华大学法学院政治学系教授，并兼任北京大学政治系讲师。1933年3月，因熱河戰役国军战败，热河失守，清华大学推举张奚若、冯友兰、燕樹棠、萧蘧、浦薛鳳致电国民政府尽早指定抗日计划。:172-173:299-300

#### 西南联大时期
1937年，卢沟桥事变爆发，清华大学南迁长沙，与北京大学、南开大学联合组建国立长沙临时大学，张奚若接替张佛泉任政治学系教授会主席（后改称系主任）。翌年5月再迁昆明，长沙临时大学改组为国立西南联合大学，张奚若继续担任校政治系主任，并兼清华大学政治学系主任。:175同年底被西南联大师生推选为学校教授会代表，参加全校性工作。:96

##### 国民参政会参政员
1938年8月，张奚若任第一届国民参政会参政员。召开之初，张本着“为什么服务”的宗旨出席议政，对国是发表自己的见解和主张。并且力贬时弊，多次对国民政府提出批评与建议。1940年任第二届国民参政会参政员。:1751941年3月召开国民参政会二届一次会议，张奚若尖锐批评孔祥熙财政报告中掩盖的通货膨胀现象，令主持参政会的蒋中正大为不满，长时间按铃警告他终止发言。会后，张奚若联合同为陕西籍的参政员李元鼎、茹欲立共同反对参政会，并于当日返回昆明，以示抗议。从此再未参加参政会。:987:96

##### 国共内战
1945年10月1日，在重庆谈判进行期间，张奚若联合朱自清、闻一多、钱端升等十位西南联大教授致电蒋中正与毛泽东，指出两党应当终止一党专政，产生立宪政府，必须迅速纠正一人独揽政权的风气。并且用人应注重德能，军人不应再次主政国家，叛国元凶绝不能让其逍遥法外。:43-44同年12月1日，昆明爆发“一二·一事件”，西南联大四位学生惨遭军队击毙。为此，西南联大于4日上午召开教授会，张奚若在会上坚决支持学生的罢课行动，并严惩事件凶手。:97:176-177:989
1946年，张奚若在政治协商会议召开前夕，应西南联大学生会之邀，在学校大草坪发表题为《政治协商会议应解决的问题》一讲演，提出现在的中国政治在由一群毫无知识、极其贪污和非常专制的政治集团垄断，并且祸根来自中国国民党。整治祸根较为现实的办法，就是废除党治、结束训政，终止一人专政。:97:306
1948年6月，张奚若与吴晗、朱自清等110人先后在一份大学教授拒领美国救济粮的声明上签字，这则声明写道：“为了表示中国人民的尊严与气节，我们拒绝美国具有收买灵魂性质的一切施舍物资，下列同人统一拒绝购买美援评价面粉，一致退还配给证。特此声明。”毛泽东对这类行动评价道：“表现了我们民族的英雄气概。”:98:308

#### 中华人民共和国建国前夕

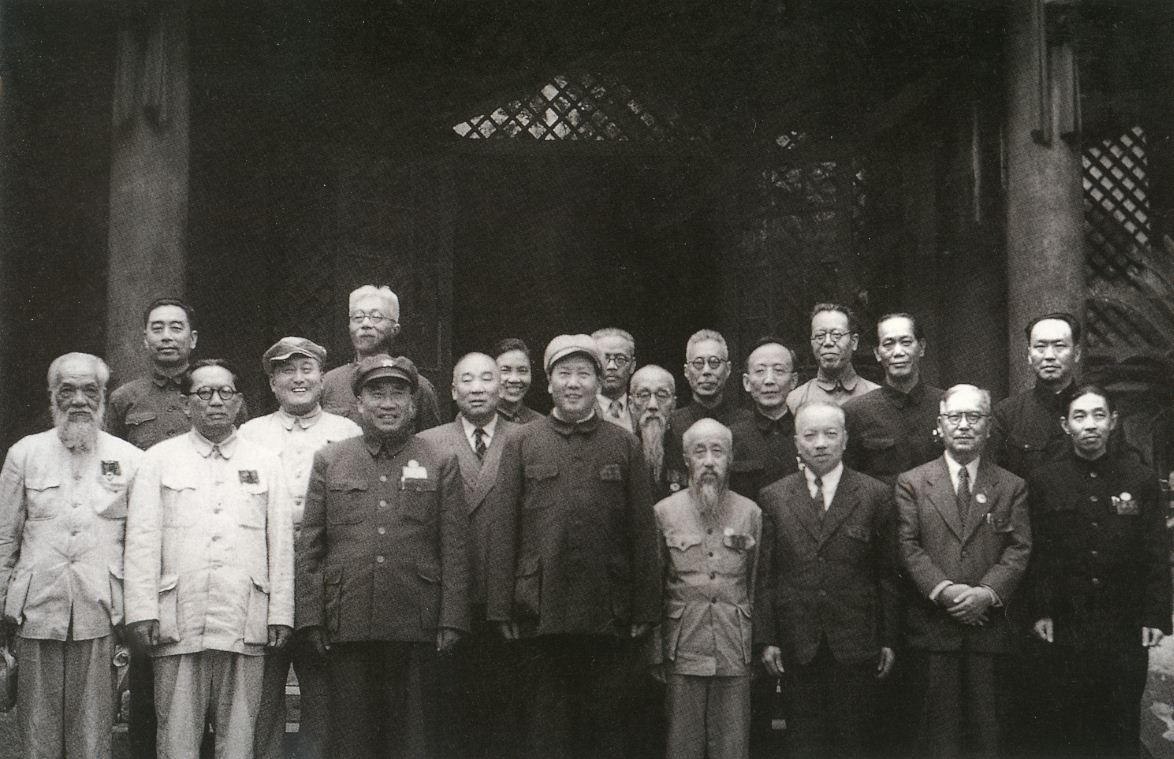
1949年的新政治协商会议筹备会委员合影，第三排右三者为张奚若

1949年3月29日，张奚若应时任国际妇联主席欧仁妮·戈登之邀，随郭沫若带领的中国代表团至布拉格，出席第一届世界保卫和平大会。同年6月至9月，参加新政治协商会议筹备会，任常务委员，与董必武等人同为《中央人民政府组织法（草案）》的主要起草者。原本拟用的国名为“中华人民民主共和国”，张奚若认为“人民”与“民主”含义重复，主张用“中华人民共和国”，这一建议最终被《中央人民政府组织法（草案）》所采用。9月，张奚若以无党派民主人士代表的身份参加全国政协第一届第一次全会，被选为全国政协常委、中央人民政府委员会委员。:993:18:350

### 晚年

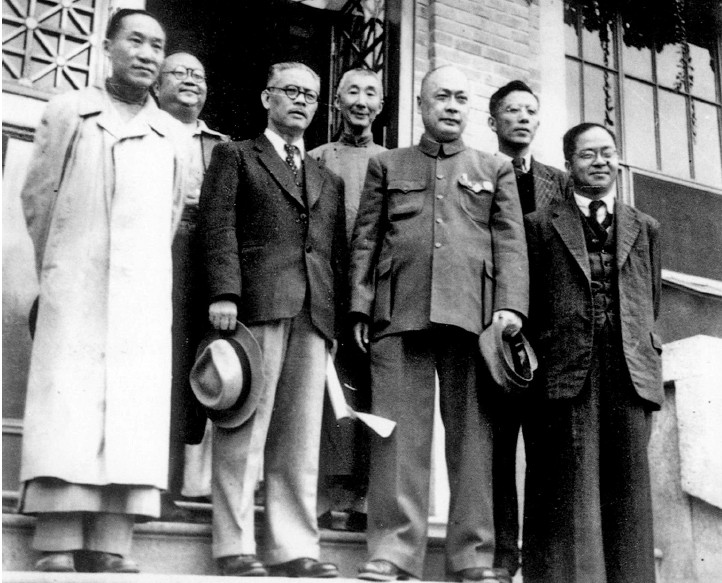
1949年10月3日，陈毅视察清华大学，在图书馆门前与清华大学人员合影。左起依次为：叶企孙、潘光旦、张奚若、张子高、陈毅、周培源、吴晗

1955年，张奚若陪同毛泽东会见外宾

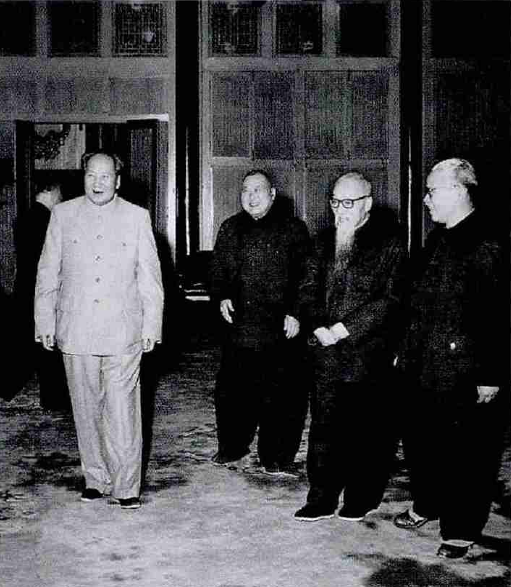
1957年，毛泽东与黄炎培（左二）、陈叔通（右二）、张奚若（右一）在一起

#### 中国人民外交学会会长
1949年12月，中国的外交界根据周恩来“外交活动应采用多个渠道进行开展，以此来让世界各国和地区了解新中国”的指示成立了中国人民外交学会，由周恩来担任荣誉会长，张奚若则担任会长直至其病逝。:99张奚若在其任内积极开展民间外交活动，促进了中国与外国的关系和友谊。尤其推动了在中日邦交正常化之前中国与日本民间的密切互动。张奚若曾亲自于1955年会见了以日本前首相片山哲为首的日本宪法联合会访华团，1957年以淺沼稻次郎为团长的日本社会党第一和第二次访华团，1962年以鈴木茂三郎为团长的日本社会党第三次访华团等等。这些举措为1972年的中日邦交正常化创造了条件。:313

#### 教育部部长
1952年9月，张奚若接替马叙伦，出任中华人民共和国第二任教育部部长。在其担任教育部部长期间，张奚若在中共中央与政务院的领导下，继续对旧中国原有学校进行接管和改造。根据中共中央的指示，教育部从1952年至1956年对全国1412所私立中学和8925所私立小学全部接管改造为公立中小学；同时根据中共的教育方针和社会主义建设的需要，学习苏联教育经验，制定与调整各类学校教学计划和教学大纲，并组织有关机构和人员编写出版各类教科书，为发展建国以来的教育事业创造了必要条件。此外，张奚若还特别注重建设中等师范和高等师范学校，为各类学校培养了大量合格的师资力量。:994:99
1955年，张奚若以教育部部长的身份在“全国文字改革会议”上做出的大会主题报告上确定了普通话的正式名称，以及方言和语音的标准。:4同年他还在其撰写的文章《大家都来推广和学习普通话》当中声称要积极宣传和倡导普通话，并鼓动尚未掌握普通话的人积极学习。认为这样对国家发展具有积极作用，将其定性为一项重要的政治任务。:59
在1957年举行的第二届全国政协委员会第三次全体会议上，张奚若作为教育部部长在会上进行了发言，他在会中强调只有随着国民经济的不断发展才能逐步解决因国家财力与物力的有限而无法投资过多教育事业所造成的的矛盾。并认为中小学生受教育是让他们成为有文化教养的自觉和积极的劳动者，以进行效率更高的生产劳动，需要对各级学校深入地进行劳动教育。:3-5

#### 对外文化联络委员会主任
1958年2月，根据全国人大一届五次会议做出的决定，教育部与高教部合并为新的教育部，杨秀峰担任新的教育部部长。张奚若则担任新成立的部级机构对外文化联络委员会主任。:99张奚若任职期间受中共中央和国务院的领导，组织了中国与和其保持友好关系的国家和地区之间科教文卫组织、团体以及个人之间的双向互动。此举增强了中国对全世界的影响力，促进了中国和五大洲之间的文化交流和友好交往。:312

#### 从文革到逝世
文化大革命开始后，张奚若被列入国务院总理周恩来呈报并经毛泽东批准的应当予以保护的重点人物名单，因此并没有遭到批斗。张奚若此时已经进入高龄，不仅体弱而且多病。此后因为病势逐渐严重而住院治疗。1973年7月18日因所患疾病经过多方医治无效而病逝，终年83岁。:314

## 主要思想主张

### “中国现代化”
中国近代学界关于中国现代化道路的选择是存在争议的。胡适、陈序经等学者主张“全盤西化”，强调接受西方现代文明，尤其是科学、技术与民主。与之对立的何炳松、陶希圣等学者则提倡“中国本位论”，反对全面西化。张奚若既反对“全盘西化”论，又同时批判了“中国本位论”。其主张在现代化过程中应有选择地吸收西方经验，并提出选择性吸收的标准：科学支配的领域应尽快西化，尚未完全科学化的领域应推动其西化，而对未来是否能科学化仍存疑的领域可选择西化或保留传统。:132-133:566

### 推崇民主政治
张奚若作为民主主义者，推崇民主政治，认为其是人类所发明的最为高明的政治制度。他强调民主政治的核心在于“被治者的同意”是所有政治设施和活动的基础，且政府应容忍人民的异议。张奚若认为政府的主要职能是维护社会秩序、抵御外来侵略、保护人民自由，并促进社会平等。他主张通过政策的实际效果来评判政府的优劣，认为政府对人民的要求是相对的，而非绝对的。:133
在《民主政治当真是幼稚的政制吗》一文中，张奚若批评胡适关于民主憲政为“幼稚的政治制度”的观点，认为这一论调有两大缺陷：一是民主宪政存在不同的发展阶段，二是现代化国家，无论是独裁政治还是民主政治，都需要优秀的人才。他反对胡适将民主政治视为“适合训练缺乏政治经验的民族”的论断，认为民主政治并非幼稚，而是最为高明的政治制度，值得学习和实践。:133

### “学政治学不是为了做官”
张奚若在西南联大教书期间主张政治学系的目标是研究政治学的理论与知识，传承政治文化，为培养高素质政治人才做好铺垫，而非做一条制造官僚的流水线。教师需要做的，是探求学术的独立精神；学生需要做的，是刻苦钻研的精神。并在大学迎新会上直截了当地告诉新生：“此地不是做官的地方……这里四年培养不出一个学者”。张奚若的课程考试极其严格，课程论文的材料引用、注释等方面要求均有良好的学术规范，以至于学生对选修张奚若的课程的态度都是望而生畏。:97-98此外，张奚若还要求学生不要死记硬背，而是多学一些知识，并且还要学会思考问题。不要做只会关在屋子里死啃书本、记资料的书呆子。:113

## 家庭
张奚若的妻子杨景任是陕西省派遣至国外留学的第一位女性，:265两人在张奚若于1912年考取自费赴美留学生之前订立婚约。:94张奚若的大儿子张文朴曾任中国驻加拿大大使，小儿子张文逸曾任中国人民解放军南京军区空军参谋长。:41